# Zosterops lateralis tephropleurus
El anteojios de la Lord Howe (Zosterops lateralis tephropleurus) es una subespecie del anteojitos dorsigrís (Zosterops lateralis) endémica de la isla de Lord Howe.

## Descripción
Se diferencia de la subespecie nominal en que es más robusto, tiene los dedos y las garras más largos, y el pico más largo y ancho. En su plumaje el verde oliváceo se extiende más por los flancos, además del obispillo y parte baja de la espalda. Y presenta amarillo intenso en las coberteras de la parte inferior de la cola.

## Distribución y hábitat
El anteojitos de la Lord Howe está restringido en la isla de Lord Howe, en el mar de Tasmania y perteneciente a  Australia, donde ocupa los bosques húmedos tropicales nativos, además de los parques y jardines.

## Comportamiento

### Alimentación
Este anteojitos picotea insectos en las hojas y las flores, y también se alimenta de pequeñas semillas, frutos, y néctar.

### Reproducción
Construye nidos pequeños en forma de cuenco con fibras de palmera, hierbas y telarañas, en los que suele poner de dos a cuatro huevos, en primavera y verano.

## Estado de conservación
La población de anteojitos de la Lord Howe se estima en unos 5.000 individuos adultos y es estable. Se considera Vulnerable a causa de su reducida población y restringida área de distribución.